# Bedrijfsnummer
Een bedrijfsnummer ofwel 088-nummer is in Nederland een telefoonnummer van een bedrijf, dat niet geografisch gebonden is aan één bepaalde regio. Een 088-nummer heeft daarmee een landelijk in plaats van een lokaal (010, 020, 070 enz.) netnummer.
088-bedrijfsnummers worden uitgegeven per nummerreeks van 100, 1000 of 10.000 stuks. Dit maakt 088-nummers interessant voor bedrijven of instellingen met meerdere filialen of locaties verdeeld over het land.

## Uniek in Nederland
Op 9 september 2004 werd de uitgifte van 088-nummers opengesteld door minister Laurens Jan Brinkhorst van Economische Zaken. De Autoriteit Consument en Markt (voorheen OPTA) voert de uitgifte uit. Op 2 november 2004 waren er al 400.000 nummers aangevraagd. Voor de populairste nummers organiseerde OPTA een aantal veilingen.
Nederland is het eerste Europese land dat is gestart met 088-bedrijfsnummers. Deze niet-geografisch gebonden nummerreeksen met een vast en laag beltarief voor consumenten zijn in andere Europese landen in beperkte mate te vinden.
De Nederlandse bedrijfsnummers worden ook wel met Europese shared-cost-nummers vergeleken. Shared-cost-nummers worden onder andere gebruikt in Duitsland (0180-), Oostenrijk (0810- en 0820-) en Zwitserland (084-). Hoewel deze shared-cost-nummers ook niet geografisch gebonden zijn, zijn het geen nummerreeksen en kan het tarief van deze nummers oplopen tot 30 cent per minuut. Shared-cost- en bedrijfsnummers zijn dus niet hetzelfde.
Het tarief voor het bellen naar de Nederlandse 088-bedrijfsnummers mag niet hoger zijn dan het tarief voor een oproep naar een geografisch nummer. Het bellen vanuit het buitenland naar 088-bedrijfsnummers is niet internationaal geregeld en kan hogere kosten met zich meebrengen dan bellen naar vaste nummers. Ook zijn er lokale mobiele providers waarbij een oproep naar een 088 nummer niet binnen de bundel valt.

## Gebruik
088-bedrijfsnummers worden veel gebruikt door bedrijven met meerdere filialen verdeeld over het land. Met een bedrijfsnummer kunnen alle filialen, en zelfs alle medewerkers, een eigen 088-telefoonnummer krijgen uit de gekozen 088-reeks. Hiermee kan landelijke bekendheid worden gecreëerd. 088-nummers zijn ook interessant voor kleinere bedrijven, die met hun nummer duidelijk willen maken dat het om een bedrijf gaat, niet om een particulier.
088-bedrijfsnummers worden in blokken van 100, 1000 of 10.000 nummers uitgegeven. Een bedrijf met een inschrijving bij de Kamer van Koophandel kan hiertoe een aanvraag indienen bij de ACM. De minimale afname is een blok van 100 nummers. De toekenning van deze nummers (de beschikking) geschiedt door de ACM en is altijd op naam van de belanghebbende (het bedrijf / de aanvrager). Het is niet toegestaan nummers uit het blok aan andere rechtspersonen toe te kennen. De aanvrager riskeert hiermee intrekking van zijn nummerblok.
Met de opkomst van het nieuwe flexwerken, waarbij mensen wisselend thuis en op kantoor werken, wordt bovendien nog een gebruiksmogelijkheid van 088-bedrijfsnummers zichtbaar; 088-nummers kunnen namelijk naar elk vast of mobiel nummer in Nederland (en zelfs daarbuiten) worden doorgeschakeld. Zo zijn ook flexwerkers altijd via een herkenbaar bedrijfsnummer te bereiken.
Net zoals normale telefoonnummers zijn 088-nummers ook vanuit het buitenland bereikbaar. Voor veel bedrijven heeft dit een voordeel ten opzichte van gratis 0800-nummers en betaalde 0900-nummers, die alleen vanuit Nederland zelf bereikbaar zijn.
Naast bedrijven, maken ook de overheid en verscheidene instellingen gebruik van bedrijfsnummers. De Consuwijzer zegt bijvoorbeeld over zijn bedrijfsnummer: “ConsuWijzer maakt gebruik van een 088-nummer. Een 088-nummer is een bedrijfsnummer dat u vanaf elke plaats in Nederland kan bellen tegen een bepaald tarief. Consuwijzer heeft [hierbij] voor het goedkoopste type informatienummer gekozen. ConsuWijzer heeft geen gratis nummer gekozen om misbruik te voorkomen.”

## Technische mogelijkheden
Bedrijfsnummers kunnen, net als andere virtuele servicenummers, worden voorzien van een aantal technische faciliteiten, zonder dat hiervoor een telefooncentrale nodig is. Bovendien kan één faciliteit alle 088-nummers van een bedrijf of instelling bedienen. Hierdoor kan het functioneren van deze nummers worden geoptimaliseerd.
Een belangrijke technische voorziening van bedrijfsnummers is het doorschakelmenu. Bedrijfsnummers kunnen worden doorgeschakeld naar mobiele en vaste, nationale en internationale nummers en zelfs naar een IP-adres, wat VoIP (Voice over IP) mogelijk maakt. Bovendien kan een goed functionerend doorschakelmenu ervoor zorgen, dat telefoontjes worden doorverbonden op basis van, bijvoorbeeld, hun regionale afkomst, de dag waarop ze gepleegd worden en zelfs het tijdstip waarop wordt gebeld. Zo belanden telefoontjes direct bij de juiste medewerker. 
Daarnaast kunnen deze bel- en doorschakelmenu’s aan elk 088-nummer binnen een bedrijf aparte opties toevoegen. Een veelvoorkomend voorbeeld hiervan is de tijd-/datumroutering; hoewel dit niet inhoudt dat medewerkers met deze optie ook voor of na werktijd direct zakelijk gebeld kunnen worden, kunnen ze wel over een eigen automatische beantwoording beschikken. Met Fax2Mail- of Voice2Mail-opties, bijvoorbeeld, kan, ook wanneer niemand aanwezig is, een ingesproken boodschap via e-mail naar de betreffende medewerker gestuurd worden. Herhaaldelijk bellen is in deze opzet dus niet meer nodig en medewerkers blijven persoonlijk herkenbaar.
Deze technische mogelijkheden zorgen ervoor dat mensen niet alleen tegen een laag tarief bellen, maar ook nog snel bij de juiste medewerker belanden. Op deze manier kunnen met 088-nummers veel kosten bespaard worden.

## 0900-nummers vs. 088-nummers
Naast 088-bedrijfsnummers met een vast, laag tarief, zijn er in Nederland ook 0900-nummers die een laag tarief hebben. In tegenstelling tot 088-nummers, kunnen deze 0900-nummers wel tot de shared-costnummers gerekend worden, maar alleen wanneer ze een beltarief hanteren dat lager is dan 10 cent per minuut.
Anders dan bij 088-nummers is het tarief van 0900-shared-costnummers flexibel. Dit betekent dat een bedrijf een dergelijk 0900-nummer kan instellen met een nationaal beltarief, maar mocht dit leiden tot te veel onnodige telefoontjes, dan kan het tarief later alsnog naar een hoger tarief worden aangepast. Bij 088-nummers is zo’n tariefswijziging onmogelijk.
Daarnaast kunnen 0900-nummers alleen in Nederland worden gebeld, 088-nummers kunnen (uiteraard met toevoeging van een landnummer) ook vanuit het buitenland worden gebeld.

## 088- vs. 085-nummers
Naast 088-bedrijfsnummers, voorziet het nummerplan ook in 085-nummers. Door de ACM aangemerkt als "persoonlijke assistentiediensten en elektronische communicatiediensten" worden ook deze nummers veel door bedrijven gebruikt in plaats van 088-bedrijfsnummers. De 085-nummers hebben veel kenmerken gemeen met 088-nummers. Zo zijn ook 085-nummers aankiesbaar vanuit het buitenland en is het beltarief altijd gelijk aan het tarief voor een normaal gesprek.
Het belangrijkste verschil is dat 088-nummers altijd gereserveerd moeten worden in blokken van minimaal 100 nummers, terwijl 085-nummers per stuk kunnen worden aangevraagd. 088-nummers worden aangevraagd door de nummerhouder zelf, terwijl 085-nummers door telecomaanbieders worden aangevraagd. De eindgebruiker kan bij de telecomaanbieder een 085-nummer aanvragen; in tegenstelling tot 088-nummers die men direct bij ACM dient aan te vragen.

## Bron
- Autoriteit Consument en Markt (voorheen OPTA)
- Informatie 088 Bedrijfsnummers